# میوشینو
میوشینو (به ژاپنی: 深芳野); وی ابتدا سوکوشیتسو (همسر غیراصلی) توکی یوری‌آکی، شوگوی ولایت مینو و سپس همسر غیراصلی دشمن وی سایتو دوسان دایمیوی ولایت مینو شد. 
او مادر سایتو یوشی‌تاتسو پسر ارشد و جانشین سایتو دوسان بود. بنابر فرضیه‌ها یکی از دلایل شورش یوشی‌تاتسو علیه سایتو دوسان و کشتن وی این بود که یوشی‌تاتسو، سایتو دوسان را به پدری قبول نداشت و خود را فرزند توکی یوری‌آکی می‌دانست.
میوشیو همچنین خواهر بزرگتر اینابا یوشیمیچی بود.